# Lasthénie Thuillier-Landry

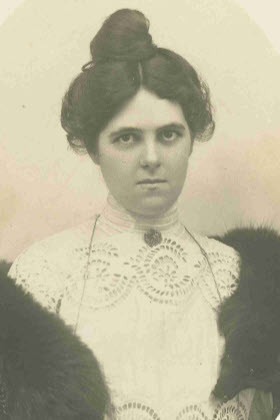
Lasthénie Thuillier-Landry

Lasthénie Thuillier-Landry (* 17. April 1879 in Ajaccio; † 30. Juli 1962 in Calvi) war eine französische Ärztin.

## Leben
Lasthénie Landry wurde in eine Familie radikalsozialistischer Intellektueller geboren, die mit den Meurons und den Bonapartes verwandt war. Ihre Mutter Augustine Meuron (1844–1926) und ihr Vater Timothée Landry (1841–1912), ein Jurist, der später Kammerpräsident am Pariser Berufungsgericht wurde, zogen 1883 von Korsika nach Nîmes, bevor sie 1896 in die Hauptstadt gingen. Sie hatte fünf Geschwister:
- Josèphe, genannt Seppa, (1869–1871), die an Tuberkulose starb;
- Eugène Landry (1872–1913), Agrégé in Französisch und Italienisch, Dr. phil., Dozent am Nationalinstitut in Florenz;
- Adolphe Landry (1874–1956), Normalien, Begründer der französischen Demografie, Abgeordneter von Korsika, mehrfacher Minister;
- Marie Long-Landry (1877–1968), Ärztin, erste weibliche Chefärztin in Frankreich;
- Marguerite Pichon-Landry (1877–1972), Präsidentin des Conseil national des femmes françaises.[1]

Lasthénie Landry und Léon Alfred Thuillier, ein Ingenieur für Kunst und Manufakturen, heirateten am 12. November 1899. Der Abgeordnete Henri Brisson war zusammen mit seinem Kollegen Dominique Forcioli Trauzeuge bei der Hochzeit. Sie brachte am 31. Oktober 1900 ihre Tochter Ella zur Welt. Ihr Mann starb sechs Monate später an Typhus. Ella Sauvegeot war Mitbegründerin von La Vie, einer christlichen Wochenzeitung.
Nach dem Tod ihres Mannes machte Lasthénie Thuillier-Landry ihr Abitur und schrieb sich anschließend an der medizinischen Fakultät ein. Sie bildete sich in der psychiatrischen Abteilung von Gaston Deny am Krankenhaus Salpêtrière weiter und promovierte über das folgende Thema: Étude sur les délires à évolution démentielle précoce (Studie über Delirien mit frühzeitiger demenzieller Entwicklung). Am 1. April 1916 wechselte sie dann in die Klinik für Geisteskrankheiten und Enzephalon des Krankenhauses Sainte-Anne und wurde dort die erste weibliche Klinikchefin. Sie praktizierte nicht, da sie sich auf soziale Fragen konzentrierte.
Anfang des 20. Jahrhunderts gründeten Ärztinnen berufliche Solidaritätsverbände, um sich besser verteidigen zu können. So entstand 1923 die Association Française des Femmes Médecins (Französischer Verband der Ärztinnen) unter ihrer Leitung. Von 1929 bis 1934 war sie Vorsitzende der Medical Women’s International Association, in der Vereinigungen mit ähnlichen Zielen in den USA, Frankreich und Großbritannien zusammengeschlossen waren. Unter ihrer Ägide traten 16 weitere Länder der Vereinigung bei.
Sie leitete die Hygieneabteilung des Conseil national des femmes françaises (Französischer Nationalrat der Frauen), für die ihre Schwester Marie Long-Landry verantwortlich war. 20 Jahre lang war sie Vizepräsidentin der Association française des femmes diplômées des universités (Französischer Verband der Frauen mit Hochschulabschluss).
Im Mai 1936 erhielt sie den Jean-Jacques-Berger-Preis der Académie des sciences morales et politiques (Akademie für Moral- und Politikwissenschaften) für ihre Rolle als Vorsitzende einer Wohltätigkeitsorganisation für die Ärmsten der Armen. Nach dem Ende des Zweiten Weltkriegs leitete sie die soziale Arbeit der Kommission des Ministeriums für Gefangene, Deportierte und Flüchtlinge. Lasthénie Thuillier-Landry war darüber hinaus Feministin.
Sie starb, als sie erfuhr, dass ihre Tochter bei einem Waldbrand auf Korsika verschwunden war.